# Łuk (broń)

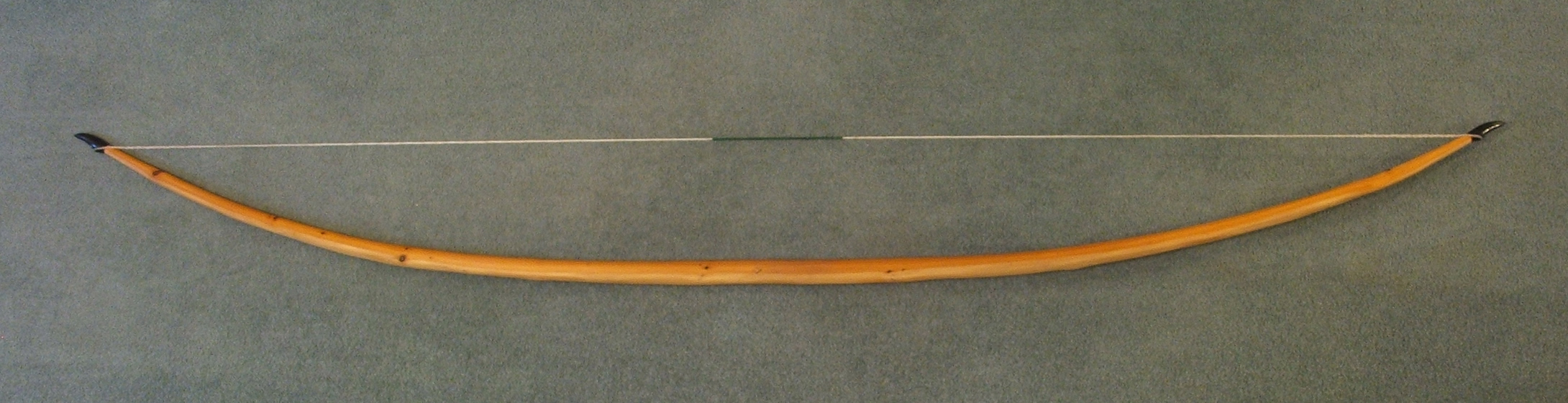
Łuk

Łuk – neurobalistyczna broń miotająca, składająca się z łęczyska i cięciwy. Ręczne napięcie cięciwy i jej zwolnienie dzięki wykorzystaniu energii sprężystości łęczyska doprowadza do wystrzelania pocisku (strzały).
Jedna z najstarszych broni miotających, znana ludzkości od co najmniej 35 tys. lat, choć rozkwit jej używania miał miejsce w okresie środkowego mezolitu około 10 tys. lat p.n.e. Pierwsze urządzenie w dziejach człowieka służące do magazynowania energii mechanicznej.

## Budowa

1. Majdan
2. Ramię łuku
3. Cięciwa

Łuk składa się ze sprężystego pręta lub listwy, zwanego łęczyskiem, oraz linki łączącej oba końce pręta, zwanej cięciwą, która jest przymocowana do łuku w miejscach zwanych gryfami.
Pociskiem jest strzała, czyli cienki i długi pręt, który jest wystrzeliwany z łuku.
Łęczyska łuku muszą być wykonane z elastycznego materiału, który jest w stanie ulegać odwracalnemu odkształceniu poprzez ręczne naciągnięcie cięciwy.
Cięciwa musi być stosunkowo cienką (ale nie przesadnie) nierozciągliwą linką, na tyle wytrzymałą, aby nie pękać w momencie prostowania łęczyska po strzale.
Strzała musi być na tyle długa, aby wystawać choć trochę za łęczysko w momencie pełnego naciągnięcia cięciwy.

## Strzelanie z łuku

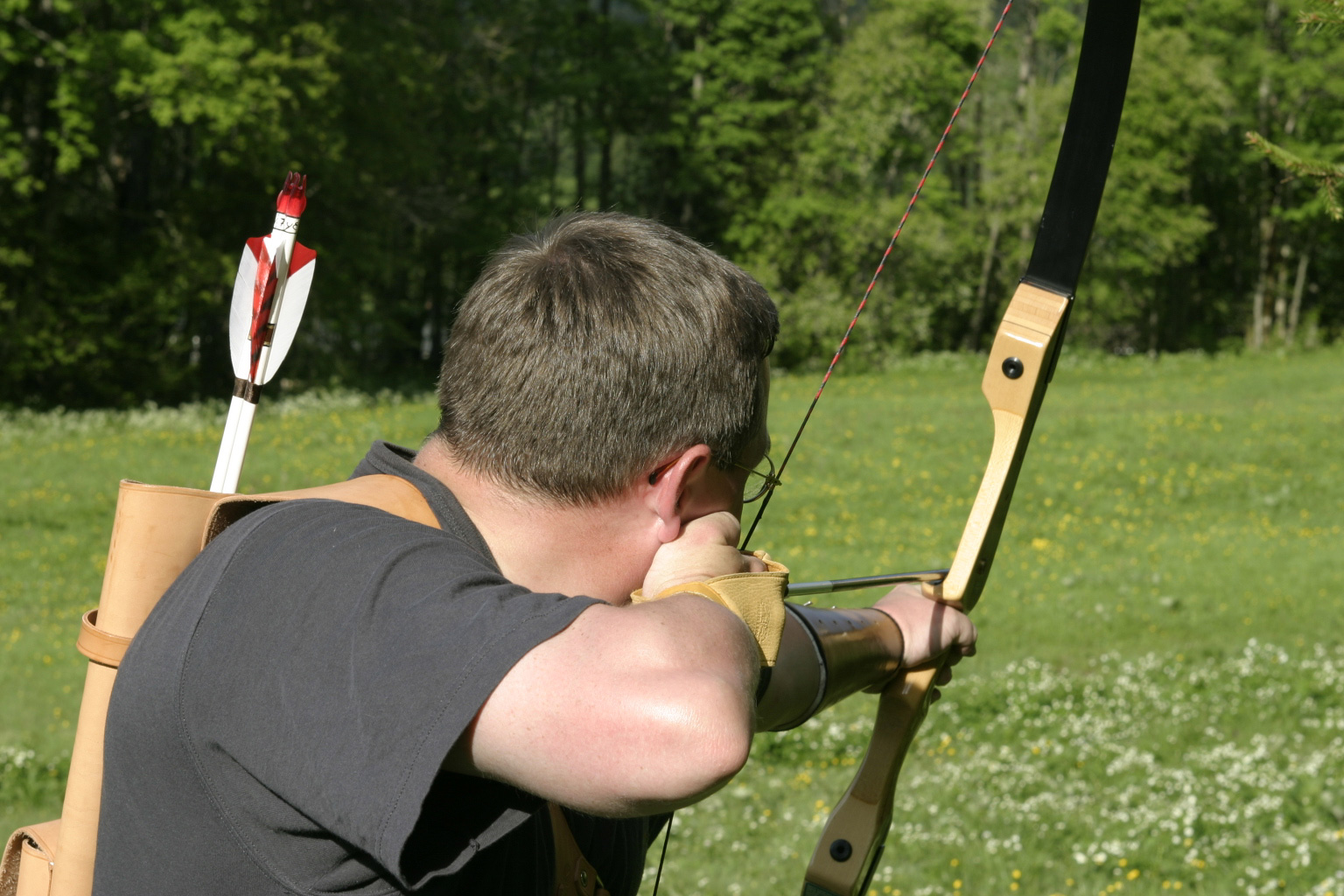
Strzelanie z łuku w terenie

Strzelanie z łuku wymaga obu rąk. Strzelec trzyma w jednej, wyprostowanej ręce (osoby z prawym okiem dominującym w lewej) łęczysko nieco poniżej połowy jego długości (z wyjątkiem łuków japońskich, gdzie trzymany jest w jednej trzeciej długości łuku licząc od dołu). Dłoń tej ręki stanowi też zwykle powierzchnię utrzymującą strzałę prostopadle do drzewca. W różnych typach łuków występują także podstawki pod strzałę. Drugą ręką łucznik trzyma jednocześnie cięciwę. Napinanie łuku polega na jednoczesnym odpychaniu łuku i ciągnięciu cięciwy. Idealnie jest, gdy obie te siły się równoważą. Nazywane jest to równowagą dynamiczną. Po wycelowaniu łucznik puszcza cięciwę, która pchana w kierunku drzewca przez jego siły sprężystości wystrzeliwuje strzałę.
Skuteczne i celne strzelanie z łuku wymaga dość długiego treningu siłowego i technicznego. Kluczową sprawą jest umiejętność dość długiego wytrzymania w bezruchu w momencie pełnego naciągnięcia cięciwy. W momencie tym całe grupy mięśni pleców, klatki piersiowej i obu rąk są poddane silnym naprężeniom. Łucznik musi wytrzymać ten wysiłek przez kilka, kilkanaście sekund, w czasie których, aby móc celnie wykierować swój łuk, nie może podlegać żadnym drganiom, a dodatkowo musi w pełni kontrolować swój oddech. Wzrost siły potrzebnej do naciągnięcia i utrzymania łuku jest proporcjonalny do pędu strzały, a zatem i do zasięgu łuku. Moment zwolnienia cięciwy polega na oddaniu strzału przy minimalnym, kilkumilimetrowym otwarciu palców (lub kciuka w łucznictwie wschodnim) umożliwiającym zejście cięciwy z opuszek (moment ten jest praktycznie niezauważalny, jest efektem poprawnego zadziałania mięśni pleców i całkowitego rozluźnienia mięśni kończyn górnych, w szczególności bicepsa i tricepsa oraz mięśni szkieletowych przedramienia i palców).

## Rodzaje łuków

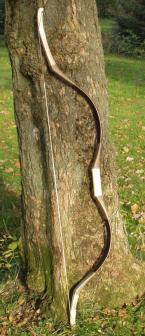
Łuk refleksyjny

O celności łuku decyduje jakość wykonania drzewca, cięciwy i strzał. O jego nośności decyduje konstrukcja wszystkich tych elementów oraz ich dopasowanie do siebie – strzały muszą mieć sprężystość dobraną do siły łuku (tzw. spin strzały). Dodatkowym czynnikiem wpływającym na jej zachowanie w momencie strzału jest masa grotu. Oczywiście, gdy mówimy o łukach tradycyjnych, a nie nowoczesnych takich jak łuk sportowy czy łuk bloczkowy, które są wyposażone w wiele akcesoriów ułatwiających celowanie i strzelanie, najważniejszym czynnikiem wpływającym na celność i zasięg łuku jest łucznik.
Łuk prosty, zwany też równikowym, to najstarsza forma łuku. Używane przez człowieka na pewno już od mezolitu, a być może już od schyłkowego paleolitu. W Europie wykonywano je zwykle z gałęzi jesionowych i cisowych, a w Azji – ze świeżego bambusa.
Długi łuk angielski dał początek współczesnym łukom sportowym.
Łuk astrachański był to łuk używany przez tatarów astrachańskich. Łuk był dłuższy od człowieka średniego wzrostu. Jeden koniec łuku był opierany o ziemię i przytrzymywany nogą. Naciągnięcie odbywało się obiema rękoma. Jak wspominał Jan Chryzostom Pasek, strzały przebijały opancerzonego żołnierza na wylot.
Łuk refleksyjny (azjatycki) – łuk, w którym łęczysko nie jest prostym prętem, lecz kilkuwarstwową kompozycją drewna, rogu i ścięgien (w nowoczesnych konstrukcjach stosuje się m.in. włókno węglowe). Wewnętrzna strona łuku wykonana jest z kurczliwego rogu, wewnętrzna z drewna, zewnętrzna ze ścięgien. Tak wykonane łęczysko nie jest w stanie rozprężonym proste, lecz tworzy wybrzuszony na zewnątrz kształt. Powoduje to, że przy mniejszych wymiarach łęczyska energia jest już zmagazynowana w łuku w stanie spoczynku. Łuk refleksyjny był już używany w starożytnej Asyrii. Rozróżnia się kilka odmian tego łuku różniących się kształtem i budową, jednak dla całej tej grupy łuków przyjmuje się nazwę – łuki refleksyjne, bądź wschodnie. Łuk refleksyjny posiadał większy zasięg i siłę przebicia niż łuk walijski, bądź prosty, ale był od niego znacznie mniejszy (długość drzewca ok. 1 m). Umożliwiało to wygodne strzelanie z konia.
Łuk janczarski – łuk ten był stosowany wyłącznie w zawodowych oddziałach tureckich janczarów. Posiadał refleksyjne łęczysko o maksymalnych dla danego łucznika wymiarach, dochodzących do około 1,8 m (70,87"). Jego zasięg dochodził do 400 m. Wymagał perfekcyjnego treningu prowadzonego od wczesnych lat dzieciństwa i tylko w rękach tak wyszkolonego łucznika stanowił skuteczną broń. Łuk ten posiadał niezbyt skuteczną celność, wynikającą ze względu na powstające drgania w trakcie wypuszczania strzały, jakie powstają w tak dużej konstrukcji łęczyska refleksyjnego. Rekompensował to większym zasięgiem i zapewniał większą szybkostrzelność.
Łuk japoński – typowy łuk japoński to yumi, o wymiarach dochodzących do 2,5 m. Jest to łuk kompozytowy, klejony z kilku warstw bambusa. Cechą bardzo charakterystyczną dla łuku japońskiego jest asymetryczność – górne ramie jest dłuższe niż dolne i mniejsze od dołu przez co majdan jest na wysokości ok. ⅓ długości łuku. Yumi stosowany był zarówno przez łuczników konnych, jak i pieszych, a sztuka walki rozwinięta w oparciu o użycie takiego łuku zwana jest kyūjutsu. Łuk stosowany obecnie w sztuce kyūdō jest nieco krótszy (2,21 m, ±6 cm).

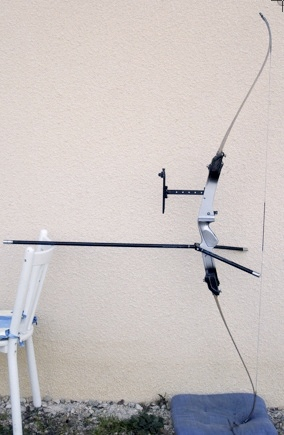
Łuk sportowy ze stabilizatorem

Łuk sportowy – nazywany także łukiem olimpijskim, jest to łuk refleksyjny, z którego strzela się na treningach i zawodach sportowych. Wykonany m.in. włókna węglowego, włókna szklanego, lekkich i wytrzymałych stopów metali – dawniej łuki wykonywane były ze specjalnie konserwowanego drewna, składa się z majdanu, ramion i cięciwy oraz innego sprzętu pomocniczego, takiego jak celownik, stabilizator przedni długi (tzw. laga) czy stabilizatory pomocnicze (wąsy). Przeciętnie waży od 1,5 do 3 kg i przystosowany jest do celnych strzałów na duże odległości (w łucznictwie sportowym strzela się najdalej na odległość 90 m, jednak zasięg takiego łuku jest o wiele większy). Łuk charakteryzuje się z reguły mniejszą siłą naciągu niż np. łuki historyczne, jest to ok. 38–42 funtów.
Łuk bloczkowy (compound) – Zastosowano w nim wielokrążek (koła i krzywki) pomagający korzystnie rozłożyć siłę w trakcie naciągania cięciwy. Konstrukcja łuku bloczkowego umożliwia zmagazynowanie większej energii (twardsze ramiona) niż w przypadku klasycznych rozwiązań, przy jednoczesnym zmniejszeniu siły potrzebnej do utrzymania napiętego łuku, w stosunku do siły maksymalnej. Strzała może osiągnąć ogromne prędkości, w najnowszych konstrukcjach przekraczające nawet 300 fps (stóp na sekundę, około 90 m/s). Łuki bloczkowe posiadają regulacje siły naciągu. Do wyrobu strzał stosuje się stopy aluminium, włókna węglowe i kompozyty. Łuk tego typu można zobaczyć między innymi w filmie Rambo II, John Rambo, Blade: Mroczna trójca.